# Великі Ізори (Ленінградська область)
Великі Ізори (рос. Большие Изори) — присілок у Лузькому районі Ленінградської області Російської Федерації.
Населення становить 24 особи. Належить до муніципального утворення Заклинське сільське поселення.

## Історія
Згідно із законом від 28 вересня 2004 року № 65-оз належить до муніципального утворення Заклинське сільське поселення.

## Населення
| 1838 | 1862 | 1958 | 1997 | 2007 | 2010 |
| ---- | ---- | ---- | ---- | ---- | ---- |
| 127  | ↗157 | ↘83  | ↘14  | ↘7   | ↗24  |